# Contea di Xiangyin
La contea di Xiangyin (湘阴县S, Xiāngyīn XiànP) è una contea della Cina, situata nella provincia di Hunan e amministrata dalla prefettura di Yueyang.